# Sha‘ab Abū Nuhās
Sha‘ab Abū Nuhās är ett rev i Röda havet i Egypten.   Det ligger i guvernementet Al-Bahr al-Ahmar, i den östra delen av landet, 400 km sydost om huvudstaden Kairo.  Det finns inga samhällen i närheten. 